# Eisenbahnunfall von Atlantic City (1896)
Der Eisenbahnunfall von Atlantic City 1896 war die Flankenfahrt eines Schnellzuges in einen Sonderzug am 30. Juli 1896 westlich von Atlantic City, New Jersey, die 50 Tote zur Folge hatte.

## Ausgangslage
Der Unfall ereignete sich auf einer niveaugleichen Kreuzung einer Eisenbahnstrecke der West Jersey Railroad mit einer Eisenbahnstrecke der Reading Railroad. Die Kreuzung verlief in einem schrägen Winkel und war durch voneinander abhängige Signale gesichert, so dass, wenn auf einer Strecke „freie Fahrt“ signalisiert wurde, das Signal der anderen Strecke „Halt“ gebot.
Am Abend des Unfalltages bewegten sich zwei Züge auf die spätere Unfallstelle zu: ein Sonderzug der West Jersey Railroad von Atlantic City nach Bridgeton und Salem mit sieben Reisezugwagen und ein Schnellzug von Philadelphia.

## Unfallhergang
Der Lokomotivführer des Sonderzuges sah den Schnellzug zwar kommen, da das für ihn maßgebende Signal allerdings „freie Fahrt“ zeigte, fuhr er ungebremst weiter. Der Schnellzug traf den Sonderzug direkt hinter dessen Lokomotive und zerstörte die ersten beiden Wagen. Die beiden folgenden Wagen trafen auf die Trümmer und schoben sich ineinander. Die Lokomotive des Schnellzuges wurde aus dem Gleis geworfen, ihr Lokomotivführer und ihr Heizer kamen ums Leben. Der auf die Lokomotive folgende Wagen wurde ebenfalls aus dem Gleis geworfen; auch in ihm starben zahlreiche Reisende. Einige Minuten nach der Kollision kam es dann bei der Lokomotive noch zu einer Kesselexplosion, die ebenfalls noch einige Todesopfer forderte und zahlreiche andere Reisende und Eisenbahner durch Dampf und heißes Wasser verbrühte.

## Folgen
50 Menschen wurden bei dem Unfall getötet, 60 weitere verletzt. Die Rettungsarbeiten gestalteten sich angesichts der hohen Zahl der Opfer und der Tatsache, dass die Straße nach Atlantic City schon kurz nach dem Unfall von Schaulustigen völlig verstopft war, sehr schwierig. Ein Teil der Verletzten konnte per Bahn in das Krankenhaus nach Atlantic City gebracht werden; da dieses bald überfüllt war, wurden andere auch in Hotels untergebracht. 15 Ärzte wurden mit einem Sonderzug aus Philadelphia zur Unfallstelle gefahren.

## Untersuchung
Der zuständige Coroner begann seine Untersuchung sofort, wurde aber seitens der Bahngesellschaften, die dem Fahrdienstleiter ein Aussageverbot erteilten, behindert. Die später eingesetzte Jury des Coroners kam zu keinem einheitlichen Ergebnis hinsichtlich der Schuld an dem Unfall. Am wahrscheinlichsten erschien folgender Ablauf: Der Fahrdienstleiter hatte dem Sonderzug „freie Fahrt“ erteilt. Nachdem dieser das Signal passiert hatte, hatte er es umgestellt und dem Schnellzug „freie Fahrt“ erteilt, da er die Geschwindigkeiten der beiden Züge offensichtlich völlig falsch eingeschätzt hatte. So passierten beide Züge jeweils ihr Signal in der Stellung „Fahrt frei“, der sehr viel schnellere Schnellzug aber traf den langsamer fahrenden Sonderzug dann in die Flanke.